# Gospa Širin
Gospa Širin (osmanski turski شیریں خاتون, turski Şirin Hatun; prije 1450. - poslije 1500.) bila je jedna od konkubina osmanskog sultana Bajazida II. Pravednog te majka princa Abdullaha i sultanije Aynışah. Njeno ime znači "slatka".
Dala je sagraditi grobnicu za svog sina, u kojoj je i sama pokopana.